# Куп Босне и Херцеговине у фудбалу 2008/09.
Куп Босне и Херцеговине у фудбалу 2008/09. је девета сезона овог најмасовнијег фудбалског такмичења у Босни и Херцеговини, седма од укључења клубова из Републике Српске. Одржава се у организацији Фудбалског савеза Босне и Херцеговине.
Квалификације за Куп се играју до 1/16 финала а од 1/16 финала се екипама из нижих лига придружују и екипе Премијер лиге. У 1/16 финала се игра једна утакмица а даље до финала играју се по две утакмице у сваком колу.
Такмичење у купу је почело 24. септембра 2008, а завршило 28. маја 2009. године. Победник Купа учествује у другом колу квалификација у УЕФА Лиги Европе.

## Парови и резултати

### Шеснаестина финала
| Утак. | Клуб, Место              | Резултат     | Клуб, Место              |
| ----- | ------------------------ | ------------ | ------------------------ |
| 1     | Челик, Зеница            | 2:2 (п. 5–7) | Славија Источно Сарајево |
| 2     | Борац, Бањалука          | 1:2          | Орашје                   |
| 3     | Модрича Максима, Модрича | 4:1          | Посушје                  |
| 4     | Сутјеска                 | 2:0          | НК Младост Добој-Какањ   |
| 5     | Олимпик                  | 1:0          | Искра, Бугојно           |
| 6     | Слобода Тузла            | 0:0 (п. 4:1) | Сарајево                 |
| 7     | Широки Бријег            | 9:0          | НК Оџак 102              |
| 8     | Звијезда Градачац        | 1:0          | Жељезничар, Сарајево     |
| 9     | Фамос, Источна Илиџа     | 2:0          | Кисељак                  |
| 10    | Травник                  | 1:1 (п. 6:5) | Бранитељ, Родоч          |
| 11    | Зрињски, Мостар          | 3:2          | Козара, Нова Градишка    |
| 12    | Леотар, Требиње          | 1:1 (п. 3:5) | Радник, Липница          |
| 13    | Радник, Бијељина         | 2:0          | Хајдук, Орашје           |
| 14    | Младост, Гацко           | 0:0 (п. 3:4) | ГОШК, Габела             |
| 15    | Томислав, Томиславград   | 1:1 (п. 6:7) | Дрина, Зворник           |
| 16    | Вележ, Мостар            | 2:1          | Лакташи                  |

### Осмина финала
| Утак. | Клуб, Место     | Резултат | Клуб, Место              | 1 утакмица 1. октобар | 2. утакмица 8. октобар |
| ----- | --------------- | -------- | ------------------------ | --------------------- | ---------------------- |
| 1     | Дрина, Зворник  | 0:1      | Радник, Бијељина         | 0:1                   | 0: 0                   |
| 2     | Звијезда        | 4:4      | ФК Вележ                 | 4:1                   | 0:3                    |
| 3     | Слобода Тузла   | 5:1      | Фамос, Источна Илиџа     | 3:1                   | 2:1                    |
| 4     | ГОШК Габела     | 2:3      | ФК Олимпик               | 2:1                   | 0:2                    |
| 5     | Травник         | 1:4      | Славија Источно Сарајево | 0:1                   | 1:3                    |
| 6     | Радник, Липница | 4:6      | Орашје                   | 4:4                   | 0:2                    |
| 7     | Широки Бријег   | 3:2      | Модрича Максима, Модрича | 3:0                   | 0:2                    |
| 8     | Сутјеска        | 1:4      | Зрињски, Мостар          | 0:1                   | 1:3                    |

### Четвртфинале
| Утак. | Клуб, Место              | Резултат | Клуб, Место     | 1 утакмица 29. oktobar | 2. утакмица 12. новембар |
| ----- | ------------------------ | -------- | --------------- | ---------------------- | ------------------------ |
| 1     | Радник, Бијељина         | 1:3      | Зрињски, Мостар | 1:1                    | 0:2                      |
| 2     | ФК Вележ                 | 3:4      | Широки Бријег   | 1:4                    | 2:0                      |
| 3     | Славија Источно Сарајево | 4:2      | ФК Олимпик      | 1:1                    | 3:1                      |
| 4     | Слобода Тузла            | 2:0      | Орашје          | 2:0                    | 0:0                      |

### Полуфинале
| Утак. | Клуб, Место     | Резултат | Клуб, Место              | 1 утакмица 25. март | 2. утакмица 16. април |
| ----- | --------------- | -------- | ------------------------ | ------------------- | --------------------- |
| 1     | Широки Бријег   | 2:2      | Слобода Тузла            | 2:1                 | 0:1                   |
| 2     | Зрињски, Мостар | 4:4      | Славија Источно Сарајево | 4:2                 | 0:2                   |

### Финале
| Утак. | Клуб, Место   | Резултат       | Клуб, Место              | 1 утакмица 13. мај | 2. утакмица 28. мај |
| ----- | ------------- | -------------- | ------------------------ | ------------------ | ------------------- |
| 1     | Слобода Тузла | 2 : 2 3:4 пен. | Славија Источно Сарајево | 2:0                | 0:2                 |

| Победник Купа Босне и Херцеговине у фудбалу 2008/09. |
| ---------------------------------------------------- |
| ФК Славија Источно Сарајево 1. титула                |

| Домаћи клуб                                       | Резултат | Гостујући клуб |
| ------------------------------------------------- | --- | --- |
| Слобода                                           | 2:0 (0:0) | Славија |
| Датум                                             | 13. мај 2009. | 13. мај 2009. |
| Стадион                                           | Тушањ, Тузла | Тушањ, Тузла |
| Гледалаца                                         | 2.000 | 2.000 |
| Судија                                            | Ново Панић (Добој) | Ново Панић (Добој) |
| ФК Слобода Тузла (тренер: Сакиб Малкочевић)       | Денис Мујкић, Огњен Красић, Елмир Кудузовић, Илија Продановић, Никола Микелини, Аднан Јахић, Мухамед Омић (46‘ Дамир Тосуновић), Шериф Хасић, Тарик Окановић, Мухамед Мујић (65‘ Емир Касаповић), Мирза Мешић. | Денис Мујкић, Огњен Красић, Елмир Кудузовић, Илија Продановић, Никола Микелини, Аднан Јахић, Мухамед Омић (46‘ Дамир Тосуновић), Шериф Хасић, Тарик Окановић, Мухамед Мујић (65‘ Емир Касаповић), Мирза Мешић. |
| ФК Славија Источно Сарајево (тренер: Зоран Ербез) | Младен Лучић, Бојан Регоје (кап), Јовановић, Горан Симић, Спалевић, Бранислав Арсенијевић, Вучина Шћепановић, Зимоњић, Левани Куталија, Станковић, Ћирка                                                       | Младен Лучић, Бојан Регоје (кап), Јовановић, Горан Симић, Спалевић, Бранислав Арсенијевић, Вучина Шћепановић, Зимоњић, Левани Куталија, Станковић, Ћирка                                                       |
| Стрелци                                           | 1:0 Микелини 50', 2:0 Продановић 79' | 1:0 Микелини 50', 2:0 Продановић 79' |

| Домаћи клуб                                       | Резултат | Гостујући клуб |
| ------------------------------------------------- | --- | --- |
| Славија                                           | 2:0 (0:0) пен. 4:3 | СлободаСлавија |
| Датум                                             | 28. мај 2009. | 28. мај 2009. |
| Стадион                                           | Стадион СРЦ Славија, Источно Сарајево | Стадион СРЦ Славија, Источно Сарајево |
| Гледалаца                                         | 3.500 | 3.500 |
| Судија                                            | Русмир Мрковић (Сарајево) | Русмир Мрковић (Сарајево) |
| ФК Славија Источно Сарајево (тренер: Зоран Ербез) | Младен Лучић, Бојан Регоје (37‘ Вукашин Беновић), Горан Симић, Спалевић, Бранислав Арсенијевић, Немања Шешлија (85‘ Зимоњић), Сретко Вуксановић Левани Куталија, Станковић, Мускалу (25‘ Огњен Тодоровић) Ћирка                                        | Младен Лучић, Бојан Регоје (37‘ Вукашин Беновић), Горан Симић, Спалевић, Бранислав Арсенијевић, Немања Шешлија (85‘ Зимоњић), Сретко Вуксановић Левани Куталија, Станковић, Мускалу (25‘ Огњен Тодоровић) Ћирка                                        |
| ФК Слобода Тузла (тренер: Сакиб Малкочевић)       | Денис Мујкић, Огњен Красић, Елмир Кудузовић, Илија Продановић, Никола Микелини, Аднан Јахић, Шериф Хасић, Тарик Окановић, Мухамед Мујић (65‘ Мухамед Омић), Мирза Мешић (46‘ Дамир Тосуновић), Алмир Бекић (87‘ Муамер Золетић).                       | Денис Мујкић, Огњен Красић, Елмир Кудузовић, Илија Продановић, Никола Микелини, Аднан Јахић, Шериф Хасић, Тарик Окановић, Мухамед Мујић (65‘ Мухамед Омић), Мирза Мешић (46‘ Дамир Тосуновић), Алмир Бекић (87‘ Муамер Золетић).                       |
| Стрелци                                           | 1:0 Тодоровић 72', 2:0 Спалевић 88' Пенали: 1:0 Спалевић, 1:1 Окановић, 2:1 Зимоњић, 2:2 Муамер Золетић, 3:2 Левани Куталија, 3:2 Дамир Тосуновић (промашио), 3:2 Станковић (преко гола), 3:3 Кудузовић, 4:3 Арсенијевић, 4:3 Проданивић (Лучић брани) | 1:0 Тодоровић 72', 2:0 Спалевић 88' Пенали: 1:0 Спалевић, 1:1 Окановић, 2:1 Зимоњић, 2:2 Муамер Золетић, 3:2 Левани Куталија, 3:2 Дамир Тосуновић (промашио), 3:2 Станковић (преко гола), 3:3 Кудузовић, 4:3 Арсенијевић, 4:3 Проданивић (Лучић брани) |

## Резултати победника купа уУЕФА Лиги Европе 2009/10.
| УЕФА Лига Европе 2009/10. | УЕФА Лига Европе 2009/10. | УЕФА Лига Европе 2009/10. | УЕФА Лига Европе 2009/10. | УЕФА Лига Европе 2009/10. | УЕФА Лига Европе 2009/10. | УЕФА Лига Европе 2009/10. | УЕФА Лига Европе 2009/10. |
| Ранг                      | Клуб                      | Држава                    | укупан рез.               | Држава                    | Клуб                      | 1. утак.                  | 2. утак.                  |
| ------------------------- | ------------------------- | ------------------------- | ------------------------- | ------------------------- | ------------------------- | ------------------------- | ------------------------- |
| Друго коло кв.            | Алборг                    | Данска                    | 1:3                       | Босна и Херцеговина       | Славија Источно Сарајево  | 0:0                       | 1:3                       |
| Треће коло кв.            | Славија Источно Сарајево  | Босна и Херцеговина       | 1:5                       | Словачка                  | Кошице                    | 0:2                       | 1:3                       |